# Белаберим
Белаберим (фр. Bélabérim) — деревня в Чаде, расположенная на территории региона Канем. Входит в состав департамента Северный Канем.

## География
Деревня находится в западной части Чада, к северу от озера Чад, на высоте 304 метров над уровнем моря.
Белаберим расположен на расстоянии приблизительно 243 километров к северо-западу от столицы страны Нджамены.
Ближайшие населённые пункты: Йогоро, Догафолей, Оломи-Изаулинга, Сада, Риг-Риг, Аджилум, Регаза.
Климат деревни характеризуется как аридный жаркий (BWh в классификации климатов Кёппена).

## Транспорт
Ближайший аэропорт расположен в городе Бол.